# Třebovětice
Třebovětice jsou vesnice, část obce Cerekvice nad Bystřicí v okrese Jičín. Nachází se asi 1,5 kilometru západně od Cerekvice nad Bystřicí. Vede tudy železniční trať Hradec Králové – Turnov. Třebovětice jsou také název katastrálního území o rozloze 4,09 km².

## Historie
První písemná zmínka o vesnici pochází z roku 1356.
Dne 12. září 1909 postihla obec katastrofální povodeň po prudkém dešti. Zahynulo osm lidí a sedmdesát kusů dobytka, 44 domů bylo pobořeno. Několik fotografií z této události je uloženo v hořickém muzeu.

## Přírodní poměry
Vesnice stojí ve Východolabské tabuli. Jižně od ní protéká řeka Bystřice, jejíž tok zde je součástí přírodní památky Bystřice.

## Pamětihodnosti
- Smírčí kříž – soubor I–IV
- Třebovětický rondel – archeologické pozůstatky rondelu na okraji lesa jižně od obce Skála